# Charles Wolff
Pour les articles homonymes, voir Wolff.
Charles Wolff, né le 6 juin 1823  à Saint-Laurent-sur-Saône et mort le 2 juin 1901 à Pont-de-Vaux, est un général français, grand-croix de la Légion d'honneur.
Il se distingue lors de la conquête de l'Algérie, où il effectue une grande partie de sa carrière, de la campagne d'Italie en 1859 et au cours de la guerre de 1870, comme général de brigade. Il termine sa carrière au commandement du 7e corps d'armée. Il est membre du Conseil supérieur de la guerre de 1883 à 1888.

## Biographie
Fils d'un lieutenant de gendarmerie, il est nommé sous-lieutenant au 32e régiment d'infanterie de ligne le 1er avril 1843, à sa sortie de Saint-Cyr. Il sert en Algérie de 1843 à 1848 et participe à la bataille d'Isly en 1844.
Lieutenant le 27 avril 1847 puis capitaine le 29 décembre 1851, il retourne ensuite en Algérie comme chef du bureau arabe d'Alger.
Promu chef de bataillon le 17 janvier 1854, il commande le 2e bataillon des tirailleurs indigènes d'Alger puis passe au 1er régiment de tirailleurs algériens en 1856. L'année suivante, il participe à l'expédition de Grande-Kabylie puis est fait chevalier de la Légion d'honneur. 
Il participe à la Campagne d'Italie (1859) et combat à Magenta et Solférino.
Nommé lieutenant-colonel le 21 juin 1859, il revient en Algérie comme commandant de cercle, est promu officier de la Légion d'honneur, puis est directeur du bureau politique à Alger.
Promu colonel du 43e régiment d'infanterie de ligne le 12 mars 1862, il rentre alors en métropole. Il est promu commandeur de la Légion d'honneur en 1864 et devient colonel du 2e régiment de grenadiers de la Garde impériale en 1868.
Fait général de brigade le 2 août 1869, à 45 ans, il est employé comme chef de la 2e direction du Ministère de la guerre.
En 1870, il combat à Frœschwiller et Sedan à la tête d'une brigade d'infanterie du 1er corps d'armée, puis est fait prisonnier par la capitulation de l'armée du maréchal de Mac Mahon. Libéré, il commande une  brigade versaillaise contre la Commune de Paris.
Élevé au grade de général de division le 24 juin 1871, il retourne en Algérie comme commandant de la Division d'Alger du 24 juin 1871 au 15 juin 1878. Il est fait grand officier de la Légion d'honneur en août 1877.
Rappelé en métropole, il commande le 13e corps d'armée (Clermont-Ferrand) du 15 juin 1878 au 11 février 1879, puis le 7e corps d'armée (Besançon) du 11 février 1879 au 6 juin 1888.
Il siège au Conseil supérieur de la guerre et au Comité de défense du 3 mars 1883 au 6 juin 1888. Il est élevé à la dignité de grand-croix de la Légion d'honneur le 9 juillet 1883.
Il est admis à la retraite le 21 janvier 1889.

## Décorations
- Grand-croix de la Légion d'honneur (9 juillet 1883)
  - Grand Officier (7 août 1877)
  - Commandeur (1864)
  - Officier (1859)
  - Chevalier (1857)

## Publications
- Recherches sur les Aryas, Imprimerie de Romand (Mâcon), 1893. Lire en ligne.

## Sources
- Narcisse Faucon, Le livre d'or de l'Algérie; histoire politique, militaire, administrative; événements et faits principaux; biographie des hommes ayant marqué dans l'armée, les sciences, les lettres, etc., de 1830 à 1889, Paris, A. Challamel, 1890 (OCLC 34359779).
- Pierre Larousse, « Wolff, Charles Joseph François » in Grand dictionnaire universel du XIXe siècle, Paris, Administration du grand Dictionnaire universel, 1877, p. 2008. Lire en ligne.
- Théophile de Lamathière, « Wolff, Charles Joseph François » in Panthéon de la Légion d'honneur, E. Dentu, 1911, t. 4, p. 319. Lire en ligne.
- Michel Wattel et Béatrice Wattel (préf. André Damien), « Wolff, Charles Joseph François » in  Les Grand’Croix de la Légion d’honneur : De 1805 à nos jours, titulaires français et étrangers, Paris, Archives et Culture, 2009, 701 p. (ISBN 978-2-35077-135-9).
- Dossier de Légion d'honneur du général Wolff.
- Annuaires Militaires